# Aishihik Lake
Aishihik Lake är en sjö i Kanada.   Den ligger i territoriet Yukon, i den västra delen av landet, 4 200 km väster om huvudstaden Ottawa. Aishihik Lake ligger 1 013 meter över havet. Arean är 146 kvadratkilometer. Den sträcker sig 1,2 kilometer i nord-sydlig riktning, och 1,1 kilometer i öst-västlig riktning.
Trakten runt Aishihik Lake är nära nog obefolkad, med mindre än två invånare per kvadratkilometer.